# Sol de otoño
Sol de otoño es una película argentina de 1996, dirigida por Eduardo Mignogna. Protagonizada por los primeros actores Norma Aleandro y Federico Luppi. Coprotagonizada por Jorge Luz, Erasmo Olivera, Nicolás Goldschmidt y Gabriela Acher. También, contó con las actuaciones especiales de Cecilia Rossetto y Roberto Carnaghi. Se estrenó el 8 de agosto de 1996 y fue ganadora de diez premios, entre ellos el Cóndor de Plata como mejor filme y el Premio Goya como mejor película extranjera de habla hispana.

## Sinopsis
Clara (Norma Aleandro) contrata a Raúl (Federico Luppi) para que simule ser su novio frente a la llegada desde el exterior de su hermano. Ella es judía, pero él no lo es, por lo tanto debe "aprender" a serlo, para ser convincente. Ambos son personas grandes ya, para quienes supuestamente el amor es algo de una edad que ya pasaron. De allí que la película lleve el título de Sol de otoño.

## Reparto
- Norma Aleandro, Clara Goldstein
- Federico Luppi, Raul Ferraro
- Jorge Luz, Palomino
- Cecilia Rossetto, Leticia
- Roberto Carnaghi, Cohen
- Erasmo Olivera, Nelson
- Nicolás Goldschmidt, Wilson
- Gabriela Acher, Silvia
- Bobby Flores, Narrador
- Oscar Alegre
- Antonio Errico
- Titina Morales
- Fausto Collado
- Damián Dreizik
- Marina Borenstein
- Sandra Di Milo
- Abian Vain
- Esteban Maggio, Niño Hebraica
- Pablo Rinaldi
- Aldana Jussich
- Carlos Lanari
- Carlos Goglino
- Pochi Ducasse
- Pablo Rojas
- Gladys Escudero
- Luciana González Costa
- Sergio Arroyo
- Héctor Orlando
- Hugo de Bruna
- Ana Padilla
- Flávia Aberg Cobo
- Patricia Clark
- Carlos Oxenford
- Liliana Liberman
- Francisco Benítez
- Negro Ferreira
- Claudia Fontán
- Martin Barbieri
- Daniel Ritto
- Gabriel Germelli
- Héctor Tarrie
- Luis Romanin
- Trucho
- Catalina
- Cynthia Att, voz
- Fanny Robman, voz
- Julio Jaimes
- Jorge Román
- Horacio Luppi

## Premios
- 1998, Festival de películas del sur de Oslo, mención de honor.
- 1997, Premios Goya, mejor película extranjera de habla hispana.
- 1997, Cóndor de Plata de la Asociación Argentina de Críticos de Cine, mejor película, mejor director, mejor actor (Federico Luppi), mejor actriz (Norma Aleandro), mejor fotografía.
- 1996, Festival de San Sebastián, Premio OCIC y a la mejor actriz.